# Steinstraße
Steinstraße è una fermata della metropolitana di Amburgo, sulla linea U1.